# Список космических запусков России в 2024 году

## Список орбитальных космических запусков России в 2024 году
| № п/п                | Дата (МСК)            | Ракета-носитель      | Полезная нагрузка | Заказчик             | Космодром / Старт.комплекс | Результат            |
| Состоявшиеся запуски | Состоявшиеся запуски  | Состоявшиеся запуски | Состоявшиеся запуски | Состоявшиеся запуски | Состоявшиеся запуски       | Состоявшиеся запуски |
| -------------------- | --------------------- | -------------------- | --- | -------------------- | -------------------------- | -------------------- |
| 1                    | 9 февраля, 10:03:44   | Союз-2.1в            | Космос-2575 | ВКС России           | Плесецк 43/4               | Успех                |
| 2                    | 15 февраля, 06:25:06  | Союз-2.1а            | Прогресс МС-26 | Роскосмос            | Байконур 31/6              | Успех                |
| 3                    | 29 февраля, 08:43:26  | Союз-2.1б/Фрегат     | - Метеор-М № 2-4, - SITRO-AIS (16 шт.), - Зоркий-2М, - Pars-1 | Роскосмос            | Восточный 1С               | Успех                |
| 4                    | 23 марта, 15:36:11    | Союз-2.1а            | Союз МС-25 | Роскосмос            | Байконур 31/6              | Успех                |
| 5                    | 31 марта, 12:36:45    | Союз-2.1б            | Ресурс-П № 4 | Роскосмос            | Байконур 31/6              | Успех                |
| 6                    | 11 апреля, 12:00:12   | Ангара-А5            | - ГВМ, - Гагаринец | Роскосмос            | Восточный 1A               | Успех                |
| 7                    | 17 мая, 00:21:39      | Союз-2.1б            | - Космос-2576 - SITRO-AIS (4 шт.), - Зоркий-2М (2 шт.), - Рассвет-2 № 1, - Рассвет-2 № 2, - Рассвет-2 № 3 | ВКС России           | Плесецк 43/4               | Успех                |
| 8                    | 30 мая, 12:42:59      | Союз-2.1а            | Прогресс МС-27 | Роскосмос            | Байконур 31/6              | Успех                |
| 9                    | 15 августа, 06:20:18  | Союз-2.1а            | Прогресс МС-28 | Роскосмос            | Байконур 31/6              | Успех                |
| 10                   | 11 сентября, 19:23:12 | Союз-2.1а            | Союз МС-26 | Роскосмос            | Байконур 31/6              | Успех                |
| 11                   | 17 сентября, 10:01:00 | Ангара-1.2/АМ        | - Космос-2577 - Космос-2578 | ВКС России           | Плесецк 35/1               | Успех                |
| 12                   | 31 октября, 10:51:00  | Союз-2.1а            | Космос-2579 | ВКС России           | Плесецк 43/4               | Успех                |
| 13                   | 5 ноября, 02:18:40    | Союз-2.1б/Фрегат     | - Ионосфера-М № 1, № 2 - Colibri-S, - Vizard-ion, - Горизонт, - TUSUR GO, - RTU MIREA1, - SIT-HSE, - ArcticSat-1, - ЮЗГУ-60, - Политех Юниверс-5, - SIT-2086, - Политех Юниверс-4, - HyperView-1G, - Нохчо, - Хорс № 3, № 4, - Альтаир, - Мордовия-IoT, - Рузаевка-390, - СамСат-Ионосфера, - МТУСИ-1, - Владивосток-1, - НОРБИ-3, - Hod Hod, - Kosar, - SITRO-AIS (24 шт.), - ZimSat-2, - CSTP-2.1, - CSTP-2.2, - CSTP-2.11, - Дружба АТУРК (ASRTU-1) | Роскосмос            | Восточный 1С               | Успех                |
| 14                   | 21 ноября, 15:22:23   | Союз-2.1а            | Прогресс МС-29 | Роскосмос            | Байконур 31/6              | Успех                |
| 15                   | 30 ноября, 00:50:25   | Союз-2.1а/Фрегат     | Кондор-ФКА № 2 | Роскосмос            | Восточный 1C               | Успех                |
| 16                   | 4 декабря, 20:59:00   | Союз-2.1б            | Космос-2580 | ВКС России           | Плесецк 43/4               | Успех                |
| 17                   | 25 декабря, 10:45:42  | Союз-2.1б            | Ресурс-П № 5 | Роскосмос            | Байконур 31/6              | Успех                |

## Российские запуски по ракетам-носителям
| Ракета-носитель | Число стартов | Неудачи | Примечания |
| --------------- | ------------- | ------- | ---------- |
| Ангара-1.2      | 1             |         |            |
| Ангара-А5       | 1             |         |            |
| Союз-2.1а       | 8             |         |            |
| Союз-2.1б       | 6             |         |            |
| Союз-2.1в       | 1             |         |            |
| Всего           | 17            |         |            |

## Российские запуски по космодромам
| Космодром | Число стартов | Неудачи | Примечания |
| --------- | ------------- | ------- | ---------- |
| Байконур  | 8             |         |            |
| Восточный | 4             |         |            |
| Плесецк   | 5             |         |            |